# Ricardo Castillo (Lyriker)

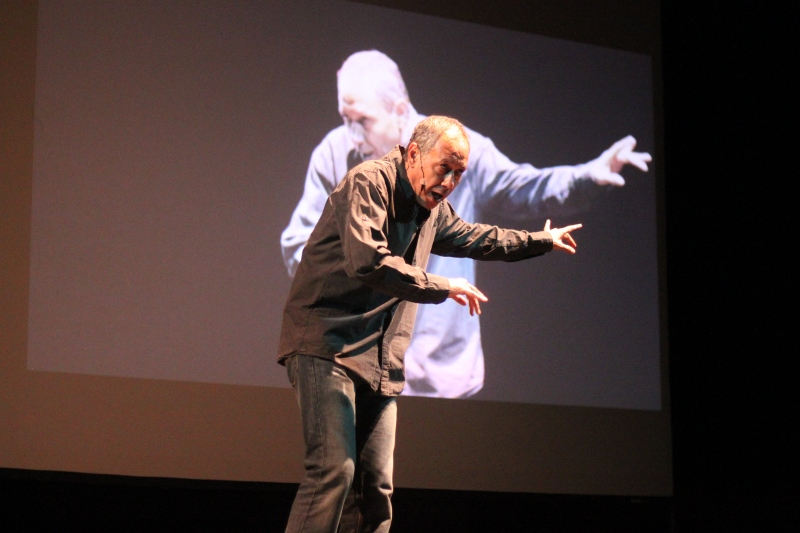
Ricardo Castillo, 2012

Ricardo Castillo (* 11. Mai 1954 in Guadalajara) ist ein mexikanischer Lyriker.

## Karriere
Castillo wurde mit den Gedichtbänden El pobrecito señor X (1976), für den er den Premio Nacional de Poesía Carlos Pellicer erhielt, und La oruga  (1980) bekannt. Für Nicolás el Camaleón (1989) wurde er mit dem Premio Nacional de Poesía Paula de Allende der Universidad de Querétaro ausgezeichnet. In jüngerer Zeit widmete er sich der szenischen Darstellung seiner Lyrik. Castillo arbeitet am literaturwissenschaftlichen Institut der Universidad de Guadalajara. Seine Heimatstadt widmete ihm 2016 ihre Feria Municipal del Libro.

## Werke
- El pobrecito señor X, 1976
- La oruga, 1980
- Concierto en vivo, 1981
- Como agua al regresar, 1983
- Cienpiés tan ciego, 1989
- Nicolás el Camaleón, 1989
- Es la calle, honda… (Audio-CD), 1992
- Borrar los nombres, 1993
- Islario, 1996
- Reloj de arenas, 1996
- La máquina del instante de formulación poética, Buch und CD für interaktives Spiel, 2001
- Quartz / Cuarzo (zweisprachig), 2009
- Il re lámpago, 2009
- Terceiro islário, 2013